# SDZ SER-082
SDZ SER-082是一种含氮有机化合物，化学式C
15H
20N
2，能作为血清素受体5-HT2B和5-HT2C的混合受体拮抗剂。